# كليفورد بيرسي إيفانز
كليفورد بيرسي إيفانز (بالإنجليزية: Clifford Percy Evans)‏ هو مهندس معماري أمريكي، ولد في 21 أغسطس 1889، وتوفي في 14 يونيو 1973.